# Jorge Jordana Fuentes
Jorge Jordana Fuentes (Godella, 1923 - Madrid, 10 de julio de 1999) fue un político español de ideología fascista. Durante la dictadura franquista ocupó puestos relevantes, siendo jefe nacional del Sindicato Español Universitario.

## Biografía
Nacido en la localidad valenciana de Godella en 1923, era hijo del catedrático Luis Jordana de Pozas. Realizó estudios de Derecho en Madrid y, posteriormente, estudios de Ciencias Políticas en París. Procedente del aparato de mando del Frente de Juventudes, llegó a ser director de la Academia de Mandos «José Antonio».
Por recomendación del ministro Joaquín Ruiz-Giménez, en julio de 1951 fue nombrado jefe nacional del Sindicato Español Universitario (SEU). Desde su cargo Jordana buscó redibujar el papel del SEU en el seno del franquismo, desarrollando un programa de formación política que pretendía recuperar la base doctrinal e ideología originales. También procedió a una reorganización interna del SEU. 
Sin embargo, desacreditado ante los universitarios por la cancelación del previsto Congreso universitario de escritores jóvenes —y la posterior represión policial de la protestas estudiantiles— y ante el gobierno por su comprensión a las protestas, en septiembre de 1955 fue sustituido por José Antonio Serrano Montalvo.
Durante el régimen también fue miembro del Consejo Nacional del Movimiento y procurador en las Cortes franquistas.
Entre 1974 y 1977 fue director general del Instituto Español de Emigración.
Falleció en Madrid el 10 de julio de 1999.